# 飛魚科技
飛魚科技國際有限公司，簡稱飛魚科技國際或飛魚科技，在2009年，由姚劍軍（董事長及首席執行官）、畢林、林加斌、林志斌及葉斌，於福建廈門成立「廈門光環信息科技有限公司」。
業務在中國和全球經營從事網絡遊戲開發業務，包括《保衛蘿蔔》、《神仙道》、《三國之刃》、《囧西游》等遊戲產品。
股份在2014年12月5日於港交所主板上市。招股價為1.85至2.55港元之間，全球發售為3億股，集資額為7.65億港元。

## 連結
- feiyuhk.com （页面存档备份，存于）